# 母安山
母安山（波阿倫富士山）位在台灣南投縣仁愛鄉，屬於中央山脈，標高1475公尺。因山形似富士山，日治時代以「富士山」稱之。又因位在波阿倫社（今廬山部落），也冠稱作「波阿倫富士山」。波阿倫也譯作波阿崙、博阿倫等。

## 註腳
1. ↑  台灣原住民族數位典藏知識入口網[]